# Viennotaleyrodes bicolorata
Viennotaleyrodes bicolorata là một loài côn trùng cánh nửa trong họ Aleyrodidae, phân họ Aleyrodinae.
Viennotaleyrodes bicolorata được Martin miêu tả khoa học đầu tiên năm 1999.